# Tulsa Shock 2013
La stagione 2013 delle Tulsa Shock fu la 16ª nella WNBA per la franchigia.
Le Tulsa Shock arrivarono seste nella Western Conference con un record di 11-23, non qualificandosi per i play-off.

## Roster
| N° | Naz.                   | Ruolo | Sportivo        | Anno | Alt. | Peso |
| -- | ---------------------- | ----- | --------------- | ---- | ---- | ---- |
| 1  | Stati Uniti (bandiera) | G     | Riquna Williams | 1990 | 170  | 75   |
| 2  | Stati Uniti (bandiera) | G     | Candice Wiggins | 1987 | 180  | 67   |
| 3  | Stati Uniti (bandiera) | C     | Courtney Paris  | 1987 | 193  | 113  |
| 4  | Stati Uniti (bandiera) | G     | Skylar Diggins  | 1990 | 175  | 66   |
| 8  | Australia (bandiera)   | C     | Liz Cambage     | 1991 | 203  | 98   |
| 10 | Stati Uniti (bandiera) | G     | Angel Goodrich  | 1990 | 163  | 58   |
| 14 | Stati Uniti (bandiera) | A     | Kayla Pedersen  | 1989 | 193  | 86   |
| 15 | Stati Uniti (bandiera) | G     | Roneeka Hodges  | 1982 | 180  | 75   |
| 21 | Stati Uniti (bandiera) | A     | Jennifer Lacy   | 1983 | 191  | 79   |
| 25 | Stati Uniti (bandiera) | A     | Glory Johnson   | 1990 | 191  | 77   |
| 28 | Stati Uniti (bandiera) | A     | Nicole Powell   | 1982 | 188  | 77   |
| 33 | Stati Uniti (bandiera) | A     | Tiffany Jackson | 1985 | 191  | 84   |

## Staff tecnico
- Allenatori: Gary Kloppenburg
- Vice-allenatori: Jason Glover, Stacey Lovelace
- Preparatore atletico: Allison Russell